# Yōji Enokido
Yōji Enokido (榎戸 洋司?, Enokido Yōji; Shinga, 27 settembre 1963) è uno sceneggiatore giapponese. 
Opera soprattutto nel campo degli anime, ed è considerato uno sceneggiatore sperimentale rispetto ai canoni ordinari; ha scritto la sceneggiatura di alcuni dei lavori più complessi e interessanti degli ultimi anni. Fra i suoi lavori vanno ricordati almeno La rivoluzione di Utena e Neon Genesis Evangelion.

## Filmografia parziale
- Sailor Moon S (1994)
- Neon Genesis Evangelion (1995)
- La rivoluzione di Utena (1997)
- RahXephon (2002)
- Bōkyaku no Senritsu (2004)
- Diebuster (2004)
- FLCL (2005)
- Ouran High School Host Club (2006)
- Redline (2009)
- Star Driver (2010)
- Bungo Stray Dogs (2016)
- The Dragon Dentist (2017)
- Mobile Suit Gundam GQuuuuuuX (2025)